# Unione Sportiva Livorno 1980-1981
Questa pagina raccoglie le informazioni riguardanti l'Unione Sportiva Livorno nelle competizioni ufficiali della stagione 1980-1981.

## Stagione
Nella stagione 1980-1981 il Livorno cambiò volto, molti calciatori lasciarono l'ombra dei quattro mori, Claudio Azzali andò al Cagliari, Luciano Venturini ala Fiorentina, Luciano Mucci al Taranto, "Miguel" Michele Vitulano al Chieti. Gli arrivi furono gli attaccanti Mario Scarpa, Vincenzo Toscano e "Gommone" Claudio Grossi. Novità anche in panchina con l'arrivo di Gianni Corelli. Il girone B del campionato di Serie C1 inizia per gli amaranto in modo incoraggiante, con due larghi successi interni contro Cosenza e Giulianova, poi la squadra fatica più del previsto e Gianni Corelli è stato sostituito da Ugo Conti che ha avuto il merito di salvare la squadra labronica all'ultima giornata, grazie al successo (1-0) sulla Nocerina. Miglior realizzatore di stagione Mario Scarpa con undici centri.
Nella Coppa Italia di Serie C il Livorno supera il primo girone di qualificazione, disputato prima del campionato, grazie alla miglior differenza reti nei confronti della Carrarese. Nei sedicesimi di finale viene eliminato dalla Reggiana nel doppio confronto ai calci di rigore.

## Rosa
| N. |                   | Ruolo | Calciatore        |
| -- | ----------------- | ----- | ----------------- |
|    | Italia (bandiera) | A     | Vincenzo Amendola |
|    | Italia (bandiera) | P     | Luigi Bertolini   |
|    | Italia (bandiera) | D     | Vito Callioni     |
|    | Italia (bandiera) | C     | Luigi Cappelletti |
|    | Italia (bandiera) | D     | Adriano Capra     |
|    | Italia (bandiera) | A     | Claudio Grossi    |
|    | Italia (bandiera) | D     | Riccardo Laurenti |
|    | Italia (bandiera) | C     | Riccardo Martelli |
|    | Italia (bandiera) | A     | Franco Mondello   |

| N. |                   | Ruolo | Calciatore             |
| -- | ----------------- | ----- | ---------------------- |
|    | Italia (bandiera) | D     | Giancarlo Petrangeli   |
|    | Italia (bandiera) | C     | Stefano Piccini        |
|    | Italia (bandiera) | D     | Fabrizio Rapalini      |
|    | Italia (bandiera) | C     | Gianluigi Savoldi (II) |
|    | Italia (bandiera) | A     | Mario Scarpa           |
|    | Italia (bandiera) | C     | Massimo Spigoni        |
|    | Italia (bandiera) | C     | Antonio Tormen         |
|    | Italia (bandiera) | A     | Vincenzo Toscano       |

## Risultati

### Campionato

#### Girone di andata
| Arbitro: | Ramicone (Tivoli) |

|                      |           |  |
| Turini 48’ Longo 55’ | Marcatori |  |

| Arbitro: | Esposito (Torre del Greco) |

|                          |           |            |
| Amendola 57’ Toscano 73’ | Marcatori | 80’ Auteri |

| Livorno 12 ottobre 1980 3ª giornata | Livorno             | 0 – 0 | Ternana | Stadio Ardenza\| Arbitro: \| Tubertini (Bologna) \| |
| Arbitro:                            | Tubertini (Bologna) |       |         |                                                     |

| Campobasso 19 ottobre 1980 4ª giornata | Campobasso           | 0 – 0 | Livorno | Stadio Giovanni Romagnoli\| Arbitro: \| Polacco (Conegliano) \| |
| Arbitro:                               | Polacco (Conegliano) |       |         |                                                                 |

| Arbitro: | Sguizzato (Verona) |

|                                        |           |  |
| Scarpa 3’, 72’ Toscano 74’, 84’ (rig.) | Marcatori |  |

| Arbitro: | Corigliano (Crotone) |

|              |           |  |
| Frigerio 25’ | Marcatori |  |

| Arbitro: | Albertini (Voghera) |

|                                                |           |  |
| Scarpa 33’, 61’ Spigoni 70’ Toscano 83’ (rig.) | Marcatori |  |

| Arbitro: | Lorenzetti (Macerata) |

|             |           |              |
| Lomonte 23’ | Marcatori | 83’ Mondello |

| Arbitro: | Greco (Lecce) |

|                            |           |  |
| G. Savoldi 51’ Toscano 76’ | Marcatori |  |

| Arbitro: | Dall'Oca (Abbiategrasso) |

|             |           |              |
| Toscano 35’ | Marcatori | 79’ Spinella |

| Arbitro: | Damiani (Ascoli Piceno) |

|                       |           |                 |
| Cappelletti 4’ (aut.) | Marcatori | 78’, 81’ Scarpa |

| Livorno 14 dicembre 1980 12ª giornata | Livorno           | 0 – 0 | Rende | Stadio Ardenza\| Arbitro: \| Tuveri (Cagliari) \| |
| Arbitro:                              | Tuveri (Cagliari) |       |       |                                                   |

| Arbitro: | Cerquoni (Macerata) |

|             |           |  |
| Viscido 80’ | Marcatori |  |

| Arbitro: | Tubertini (Bologna) |

|                    |           |                       |
| Agretti 53’ (aut.) | Marcatori | 44’ (rig.) Piemontese |

| Arbitro: | Giaffreda (Roma) |

|                                               |           |                   |
| Perrotta 6’ Cappelletti 78’ (aut.) Caccia 90’ | Marcatori | 62’ (rig.) Scarpa |

| Arbitro: | Zumbo (Reggio Calabria) |

|                       |           |            |
| Scarpa 80’ Grossi 89’ | Marcatori | 71’ Aprile |

| Arbitro: | Mele (Bergamo) |

|                        |           |  |
| Di Prete 23’ Cocci 58’ | Marcatori |  |

#### Girone di ritorno
| Arbitro: | Leni (Perugia) |

|            |           |                                     |
| Grossi 22’ | Marcatori | 50’ (rig.) De Tommasi 76’ Canzanese |

| Siracusa 8 febbraio 1981 19ª giornata | Siracusa              | 0 – 0 | Livorno | Stadio Comunale\| Arbitro: \| Lorenzetti (Macerata) \| |
| Arbitro:                              | Lorenzetti (Macerata) |       |         |                                                        |

| Arbitro: | Lussana (Bergamo) |

|                                |           |             |
| Francesconi 38’ Pedrazzini 68’ | Marcatori | 67’ Savoldi |

| Arbitro: | Sarti (Modena) |

|            |           |          |
| Grossi 83’ | Marcatori | 82’ Nemo |

| Arbitro: | Laricchia (Bari) |

|                  |           |  |
| Prima 47’ (rig.) | Marcatori |  |

| Arbitro: | Albertini (Voghera) |

|                          |           |  |
| Amendola 45’ Toscano 87’ | Marcatori |  |

| Arbitro: | Sguizzato (Verona) |

|                |           |  |
| Bellagamba 52’ | Marcatori |  |

| Arbitro: | Scevola (Milano) |

|              |           |  |
| Martelli 77’ | Marcatori |  |

| Arbitro: | Tuveri (Cagliari) |

|              |           |                    |
| Neri 2’, 11’ | Marcatori | 31’ (aut.) Zandonà |

| Arbitro: | Falsetti (Roma) |

|                              |           |  |
| Spinella 9’ Piras 21’ Re 24’ | Marcatori |  |

| Arbitro: | Ramicone (Tivoli) |

|                 |           |  |
| Scarpa 51’, 87’ | Marcatori |  |

| Rende 3 maggio 1981 29ª giornata | Rende                 | 0 – 0 | Livorno | Stadio Marco Lorenzon\| Arbitro: \| Lorenzetti (Macerata) \| |
| Arbitro:                         | Lorenzetti (Macerata) |       |         |                                                              |

| Arbitro: | Polacco (Conegliano) |

|                             |           |                            |
| Grossi 4’ Scarpa 43’ (rig.) | Marcatori | 29’ De Gennaro 56’ Zaccaro |

| Arbitro: | Coppetelli (Tivoli) |

|                |           |              |
| Piemontese 11’ | Marcatori | 76’ Mondello |

| Livorno 24 maggio 1981 32ª giornata | Livorno      | 0 – 0 | Sambenedettese | Stadio Ardenza\| Arbitro: \| Baldi (Roma) \| |
| Arbitro:                            | Baldi (Roma) |       |                |                                              |

| Arbitro: | Damiani (Ascoli Piceno) |

|                        |           |  |
| Raffaele 2’ Merlin 51’ | Marcatori |  |

| Arbitro: | Sarti (Modena) |

|              |           |  |
| Mondello 49’ | Marcatori |  |

### Coppa Italia

#### Quattordicesimo girone
| Arbitro: | Testa (Prato) |

|                           |           |                                  |
| Luccini 52’ Cosentino 61’ | Marcatori | 30’, 69’ Amendola 56’ G. Savoldi |

| 31 agosto 1980 2ª giornata |  | – Turno riposo Livorno |  |  |

| Livorno 3 settembre 1980 3ª giornata | Livorno        | 0 – 0 | Carrarese | Stadio Ardenza\| Arbitro: \| Catania (Roma) \| |
| Arbitro:                             | Catania (Roma) |       |           |                                                |

| Arbitro: | Sguizzato (Verona) |

|             |           |  |
| Toscano 16’ | Marcatori |  |

| 14 settembre 1980 5ª giornata |  | – Turno riposo Livorno |  |  |

| Arbitro: | Sarti (Modena) |

|               |           |  |
| Discepoli 75’ | Marcatori |  |

#### Sedicesimi di finale
| Arbitro: | Cerquoni (Macerata) |

|                            |           |                |
| Grossi 24’ Scarpa 35’, 83’ | Marcatori | 42’, 52’ Tappi |

| Arbitro: | Esposito (Torre del Greco) |

|                   |                      |            |
| Matteoli 42’, 90’ | Marcatori            | 59’ Grossi |
|                   | Tiri di rigore 5 – 1 |            |